# Đảng Tập hợp Dân chủ
Đảng Tập hợp dân chủ (tiếng Hy Lạp: Δημοκρατικός Συναγερμός, Dimokratikós Sinayermós, DISY) là một chính đảng trung hữu ở Síp. Đảng được lập ngày 4 tháng 7 năm 1976 bởi Glafkos Klerides. Clerides là tổng thống Síp từ năm 1993 đến năm 2003. Chủ tịch đảng thời điểm năm 2011 là Nicos Anastasiades. Trong cuộc bầu cử năm 2011, đảng này giành được nhiều ghế nghị viện nhất.